# Еллсворт (Канзас)
Еллсворт (англ. Ellsworth) — місто (англ. city) в США, в окрузі Еллсворт штату Канзас. Населення — 3066 осіб (2020).

## Географія
Еллсворт розташований за координатами 38°43′58″ пн. ш. 98°13′43″ зх. д. / 38.73278° пн. ш. 98.22861° зх. д. (38.732804, -98.228488).  За даними Бюро перепису населення США в 2010 році місто мало площу 6,29 км², уся площа — суходіл.

### Клімат
| Клімат : Еллсворт                                      | Клімат : Еллсворт | Клімат : Еллсворт | Клімат : Еллсворт | Клімат : Еллсворт | Клімат : Еллсворт | Клімат : Еллсворт | Клімат : Еллсворт | Клімат : Еллсворт | Клімат : Еллсворт | Клімат : Еллсворт | Клімат : Еллсворт | Клімат : Еллсворт | Клімат : Еллсворт |
| Показник                                               | Січ.              | Лют.              | Бер.              | Квіт.             | Трав.             | Черв.             | Лип.              | Серп.             | Вер.              | Жовт.             | Лист.             | Груд.             | Рік               |
| Абсолютний максимум, °C                                | 25,6              | 31,7              | 36,7              | 38,3              | 42,2              | 46,1              | 46,7              | 47,2              | 45,6              | 38,9              | 31,1              | 26,7              | 47,2              |
| Середній максимум, °C                                  | 3,9               | 7,8               | 12,8              | 18,9              | 23,9              | 30,0              | 33,3              | 31,7              | 27,2              | 21,1              | 11,7              | 5,6               | 19,0              |
| Середній мінімум, °C                                   | −10,6             | −7,8              | −2,2              | 3,9               | 10,6              | 16,1              | 19,4              | 17,8              | 12,2              | 5,0               | −2,8              | −8,3              | 4,5               |
| Абсолютний мінімум, °C                                 | −34,4             | −33,3             | −26,7             | −13,9             | −8,3              | 4,4               | 6,1               | 4,4               | −4,4              | −13,3             | −21,7             | −33,3             | −34,4             |
| Норма опадів, мм                                       | 18                | 22                | 62                | 63                | 130               | 88                | 91                | 85                | 66                | 59                | 32                | 20                | 736               |
| ------------------------------------------------------ | ----------------- | ----------------- | ----------------- | ----------------- | ----------------- | ----------------- | ----------------- | ----------------- | ----------------- | ----------------- | ----------------- | ----------------- | ----------------- |
| Джерело: The Weather Channel; National Weather Service |                   |                   |                   |                   |                   |                   |                   |                   |                   |                   |                   |                   |                   |

## Демографія
Згідно з переписом 2010 року, у місті мешкало 3120 осіб у 997 домогосподарствах у складі 639 родин. Густота населення становила 496 осіб/км².  Було 1154 помешкання (183/км²).
Расовий склад населення:
| - 87,9 % — білих - 9,3 % — чорних або афроамериканців - 0,6 % — корінних американців - 0,4 % — азіатів |

До двох чи більше рас належало 1,1 %. Частка іспаномовних становила 6,2 % від усіх жителів.
За віковим діапазоном населення розподілялося таким чином: 17,0 % — особи молодші 18 років, 66,9 % — особи у віці 18—64 років, 16,1 % — особи у віці 65 років та старші. Медіана віку мешканця становила 38,4 року. На 100 осіб жіночої статі у місті припадало 162,6 чоловіків;  на 100 жінок у віці від 18 років та старших — 179,9 чоловіків також старших 18 років.
Середній дохід на одне домашнє господарство  становив 53 186 доларів США (медіана — 40 208), а середній дохід на одну сім'ю — 67 917 доларів (медіана — 60 000). Медіана доходів становила 39 427 доларів для чоловіків та 32 969 доларів для жінок. За межею бідності перебувало 7,4 % осіб, у тому числі 4,4 % дітей у віці до 18 років та 8,6 % осіб у віці 65 років та старших.
Цивільне працевлаштоване населення становило 1072 особи. Основні галузі зайнятості: освіта, охорона здоров'я та соціальна допомога — 31,7 %, виробництво — 9,0 %, мистецтво, розваги та відпочинок — 9,0 %.